# Cube tronqué augmenté
 (novembre 2024).
Pour les articles homonymes, voir J66.
Le cube tronqué augmenté est un polyèdre faisant partie des solides de Johnson (J66). Comme le nom l'indique, il peut être construit en augmentant un cube tronqué sur une des faces octogonale par une coupole octogonale  (J4).  
Les 92 solides de Johnson ont été nommés et décrits par Norman Johnson en 1966.